# Батіжок (притока Смотрича)
Батіжо́к (Потік Батяг) — річка в Україні, в межах Чемеровецької селищної громади Кам'янець-Подільського району Хмельницької області. Права притока Смотричу (басейн Дністра).

## Опис
Довжина річки 24 км, площа басейну 102,5 км². Річкова долина переважно вузька і глибока. Споруджено кілька ставків. 

## Розташування
Батіжок бере початок на північний захід від села Чорна. Тече переважно на південь, у пригирловій частині — на південний схід і схід. Впадає у Смотрич при південній частині села Залуччя. 
Річка тече через села: Чорна, Біла і Степанівка. 